# (15048) 1998 XQ63
A (15048) 1998 XQ63 a Naprendszer kisbolygóövében található aszteroida. A LINEAR projekt keretében fedezték fel 1998. december 14-én.